# Raia Mutomboki

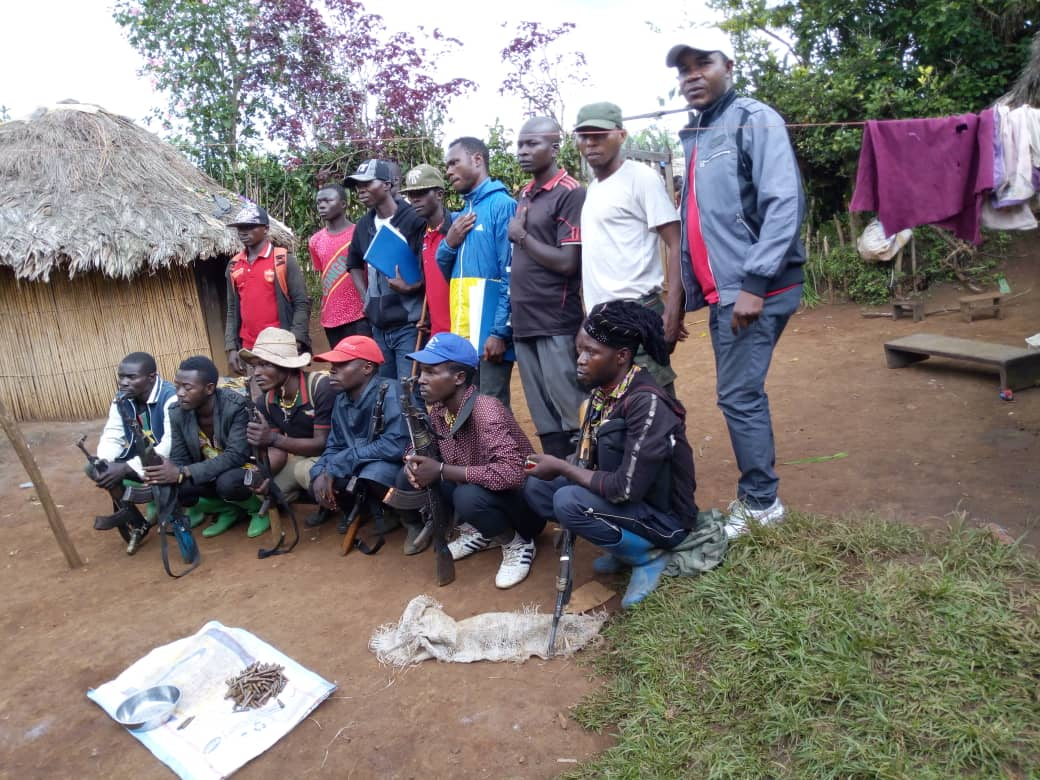
Combatentes do Raïa Mutomboki em Kalehe, Kivu do Sul, em março de 2019.

Raïa Mutomboki ou Raiya Mutomboki (suaíli: "cidadãos irados" ) é uma milícia que opera nas províncias de Quivu, no leste da República Democrática do Congo. Foi formada em 2005 para combater grupos ruandeses hútus, como as Forças Democráticas pela Libertação de Ruanda (FDLR), como parte do conflito de Quivu.
O grupo foi fundado pelo Pastor Jean Musumbu, que desertou das Forças Armadas da República Democrática do Congo em resposta aos massacres das FDLR. Diz-se que Raïa Mutomboki usa uma estratégia de recrutamento "bola de neve" pela qual uma aldeia é defendida ou libertada da FDLR ou forças relacionadas e os residentes do sexo masculino daquela aldeia são iniciados no grupo. O grupo emergiu e ressurgiu como uma reação à relativa ausência do Exército Congolês no Quivu do Norte e no Quivu do Sul. Em 2011, o grupo foi revigorado quando as lutas internas no exército congolês fizeram com que se retirassem dos combates nas províncias orientais. A existência do grupo é em grande parte resultado do fracasso da "política de desarmamento, desmobilização e reintegração" que fazia parte do Acordo de Sun City que encerrou a Segunda Guerra do Congo.
Em 2012, Raïa Mutomboki foi acusado por um painel de especialistas do Conselho de Segurança das Nações Unidas pelo assassinato de mais de 260 civis. Paul Ngumbi Wangozi, conhecido como Sisawa, teria sido um líder do Raïa Mutomboki até a sua morte em batalha com o exército congolês em setembro de 2014. Um ano depois, sua viúva, Cynthia, se rendeu junto com 71 membros do Raïa Mutomboki às forças do exército congolês.
Em setembro de 2018, milicianos Raïa Mutomboki supostamente estupraram dezessete mulheres na região de Lubila em Quivu do Sul. As crianças-soldados estariam envolvidas no incidente. O ataque foi dito ser liderado por Masudi Alimasi Kokodikoko, líder de uma facção do Raïa Mutomboki naquele momento. Em 2018, um segundo líder de uma facção do Raïa Mutomboki, Isaac Chirambiza, foi preso pelas forças do exército sob acusação de estupros sistemáticos. Em abril de 2019, Kokodikoko foi preso pelo exército pelos estupros coletivos de setembro de 2018.
Foram acusados de intimidação de eleitores na eleição geral de 2018.